# Puzur-Suen
Puzur-Suen (ca. siglo XXIV  a.  C.) fue un rey de Sumer, hijo de la reina Kubaba, y primer gobernante de la dinastía Kish IV.
Gobernó en Kish durante 25 años, según la Lista Real Sumeria. Su hijo fue el rey Ur-Zababa. No se sabe nada más sobre él. 